# Aissatou Sophie Gladima
Aissatou Sophie Gladima est une femme politique et géologue sénégalaise. Elle est maire de la commune de Joal-Fadiouth et ministre du Pétrole et des Énergies du Sénégal dans les gouvernements Sall IV et Ba I (2020-2023) et ministre des Mines entre 2017 et 2020.

## Biographie
Ingénieure géologue, titulaire d'un master en sciences et d'un doctorat d'État en sciences en hydrogéologie générale, géophysique appliquée, hydrochimie isotopique, Aissatou Sophie Gladima est enseignante-chercheuse au département de géologie de l'université Cheikh-Anta-Diop de Dakar.
Ayant fait ses études primaires à Sainte-Thérèse-de-Dakar, ses études moyennes à Immaculée et ses études supérieures à Notre-Dame, Gladima est ancienne responsable de la commission Eau et Recherche du comité de suivi du Partenariat mondial de l'eau. Elle est aussi coordinatrice nationale du réseau des zones humides du Sénégal de l'Union internationale pour la conservation de la nature (UICN).
Aïssatou Sophie Gladima a été conseillère technique à la Primature, chargée des Mines et de l'Hydraulique, présidente du conseil d'administration de l’Institut national de pédologie puis ministre des Postes, des Télécommunications et des TIC, et, jusqu’à sa nomination comme ministre des Mines et de la Géologie en septembre  2017, elle occupe le poste de directrice générale de l'Agence nationale de la recherche appliquée (ANRSA).
Militante écologique, Aïssatou Gladima fait partie de plusieurs mouvements de lutte pour la préservation de l’environnement et des sociétés savantes. Elle est membre du bureau de l'African Association of Women Geologist (AAWG), présidente de la Société géologique du Sénégal (SGF) et de la Section sénégalaise de l'association africaine des femmes en géosciences, Gladima a été conseillère pour l'Afrique de l'Ouest de la Geological Society of Africa,.
Le 21 mai 2025, Aïssatou Sophie Gladima est placée en détention à l'issue de son audition par la Commission d’instruction de la Haute Cour de justice. Elle est poursuivie pour « association de malfaiteurs, détournement de deniers publics, escroquerie portant sur les deniers publics, blanchiment de capitaux et complicité » par la Haute cour pour ses activités pendant l'exercice de ses fonctions de ministre du Pétrole et des Énergies. L'enquête s'intéresse au possible détournement de 193 millions de francs CFA sur les 1 milliard reçus par son ministère du fonds « Force Covid-19 », censé venir en aide aux populations touchées par la pandémie de Covid-19,.